# 가슴

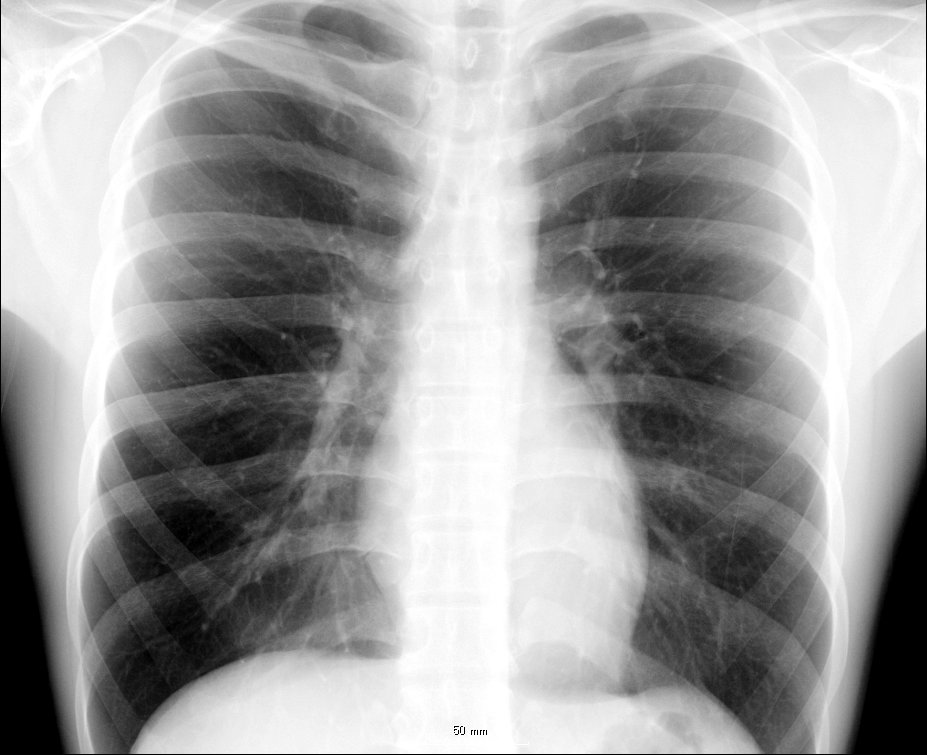
갈비뼈와 허파, 심장이 보이는 흉부 엑스레이 사진

가슴(thorax) 또는 흉부(胸部)는 인간이나 여러 동물의 흉곽 부위를 가리키는 말이다. 표준국어대사전에서는 "배와 목사이의 앞부분"이라고 설명하고 있다. 그러나 곤충, 갑각류 등의 경우 머리, 가슴, 배의 위치가 인간 및 포유류와 다르다.
인간의 흉부는 흉강과 흉벽을 포함한다. 여기에는 심장, 폐, 흉선을 포함한 장기는 물론 근육 및 기타 다양한 세부구조가 있다. 여러 질병이 발생하는 장소이기도 한데, 가장 흔한 증상 중 하나는 흉통이다.

## 인간의 가슴
인간의 가슴은 골격, 장기, 근육 등의 여러 기관으로 이루어져 있다.

### 골격
인간의 가슴 부위를 이루는 뼈는 척추, 가슴뼈, 갈비뼈, 빗장뼈 등이다.

### 장기
가슴의 내부에는 허파, 심장과 같은 순환기 기관이 있다.

### 근육 및 막
가슴을 이루는 주된 근육은 큰 가슴근과 작은 가슴근이다. 또한 가슴과 배 사이에 횡격막이 있다.

## 동물의 흉곽

인간과 곤충의 머리, 가슴, 배

- 모든 영장류를 포함한 거의 대부분의 포유류가 인간과 흡사한 구조의 가슴을 갖고 있다.
- 곤충과 같은 절지동물들도 가슴이라 불리는 부위가 있으나 구조와 기능은 다르다.

## 참고 문헌
- 안희경 : 《인체해부학》, 고문사, 2000

## 같이 보기
- 가슴뼈
- 유방
- 흉부외과
- 허리